# Stylogyne glomeruliflora
Stylogyne glomeruliflora är en viveväxtart som beskrevs av José Cuatrecasas. Stylogyne glomeruliflora ingår i släktet Stylogyne och familjen viveväxter. Inga underarter finns listade i Catalogue of Life.